# Рудхан (фортеця)
Фортеця Рудхан (перс. قلعه حسامی або قلعه حسامی) — середньовічна фортеця у селі Рудхан, провінція Гілян, Іран, побудована з каменю і цегли. Фортеця розташована на території 6,2 га. Деякі експерти вважають, що фортеця побудована за часів арабського завоювання Ірану (період Сасанідів).

## Розташування фортеці
Фортеця розташована на території 6,2 га, її довжина становить 1,5 км. На стінах фортеці було розташовано 65 веж, на даний момент збереглося тільки 42. Фортеця Рудхан знаходиться за 25 км від міста Маклаван, 45 км від міста Масулі і 20 км від міста Шафт. Якщо вважати фактичну відстань по головній дорозі, то відстань до Маклавана складає 35 км, а до Масулі 40 км. Висота фортеці варіюється від 665 до 715 м над рівнем моря.
Поруч з фортецею протікають річки з однойменними назвами.

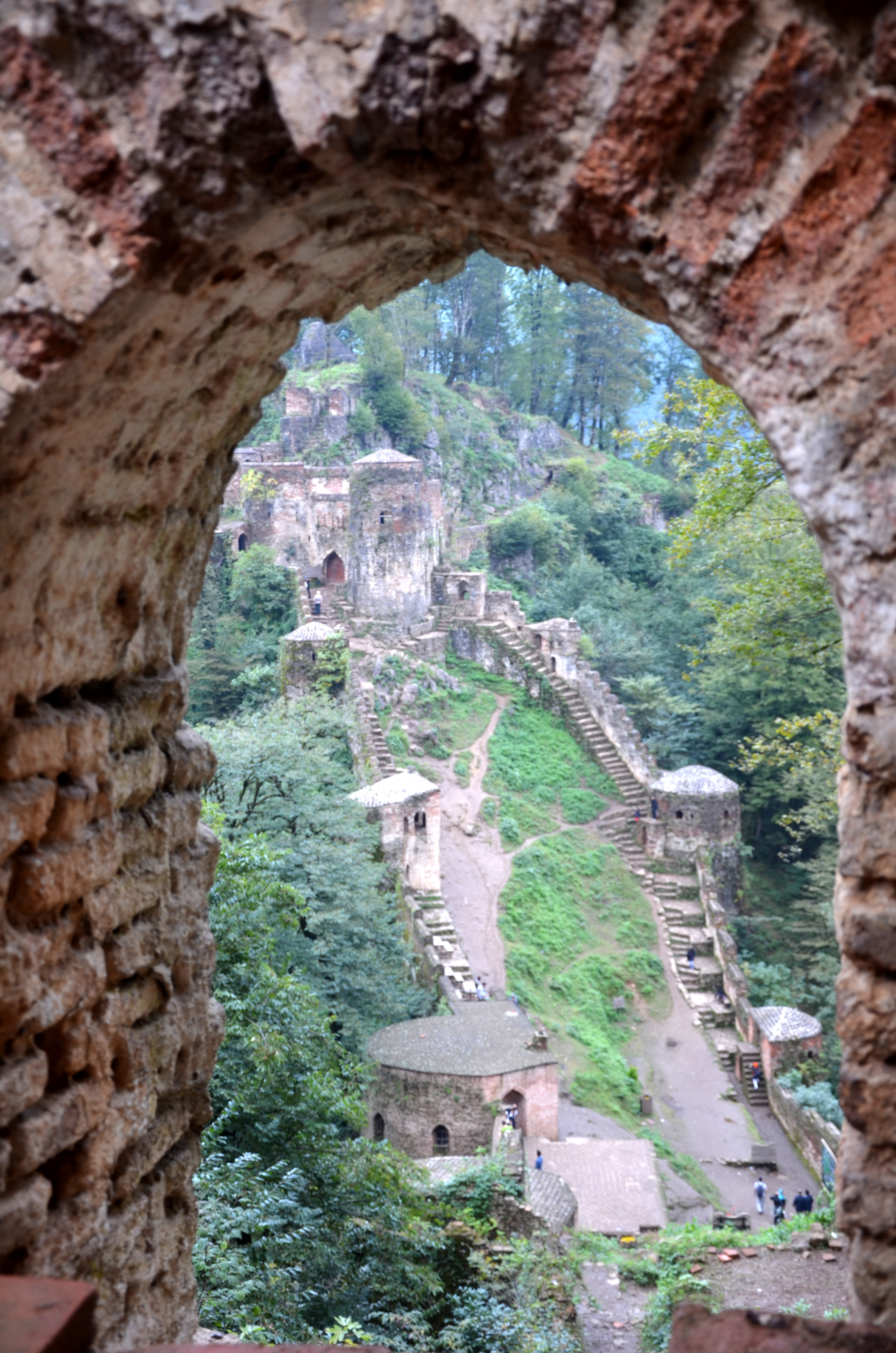

## Історія
Більшість експертів вважає, що фортеця Рудхан побудована в епоху Сасанідів під час арабського нашестя на Іран. У період Сельджукидів фортеця перебудована і використовувалася в основному як база ісмаїлітів (поряд з фортецею Аламут в провінції Казвін).
На табличці, що висіла перед входом у фортецю (на даний момент табличка знаходиться в музеї коштовностей у Решті, Гілян), сказано, що вона перебудовувалася з 1513 р. по 1515 роки для султана Хессама ад-Діна. Амір Хессама ад-Діна Дабадж Фумані (Мозаффар ас-Солтан) був правителем регіону Біяхпас, єдиного оплоту Гіляна, який міг чинити опір тиску Сефевідів. Зрештою, Сефевіди здобули перемогу, захопивши Біяхпас; Хессам ад-Дін був заарештований, відправлений в Тебриз і через деякий час страчений.

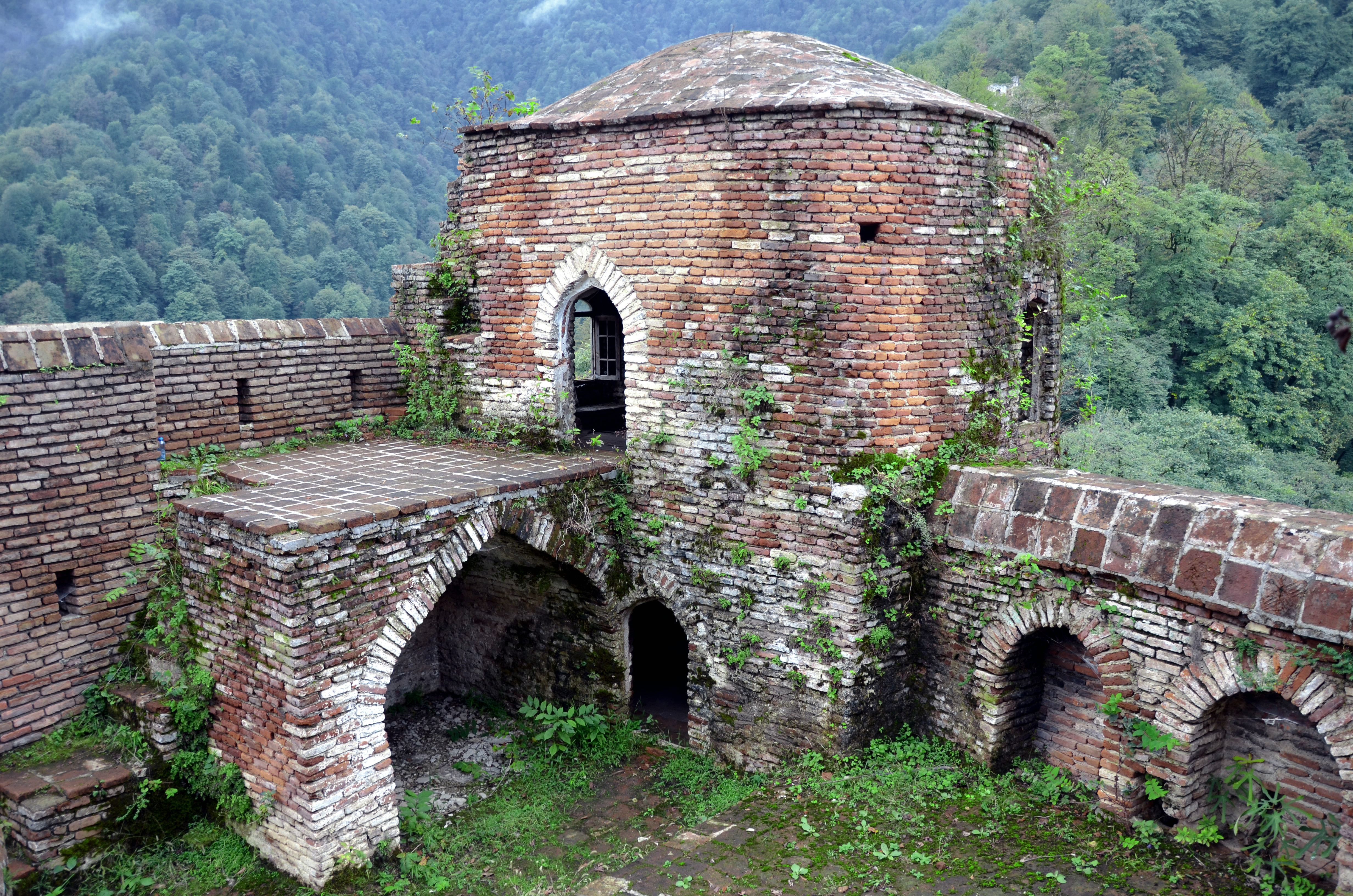

## Опис
Фортеця побудована з каменю і цегли. Дерево свідомо не використовувалося в будівництві даної фортеці через кліматичні особливості регіону: клімат Гіляна дуже вологий, і дерев'яна фортеця не могла б проіснувати в таких умовах тривалий час.
Фортеця складається з основної частини та арсеналу. Основна частина розташована в західній стороні фортеці, вона являє собою двоповерхову будівлю з цегли. Арсенал знаходиться в східній частині фортеці, він складається з оборонних споруд, кількох казарм і маленької в'язниці. В арсеналі також знаходиться запасний вихід з фортеці. В основній частині жив правитель з родиною, там знаходиться водосховище, лазня і комори. Дорога до фортеці йде постійно вгору і займає близько 30 хвилин, тому деяким мандрівникам вона дається складно.

## Галерея

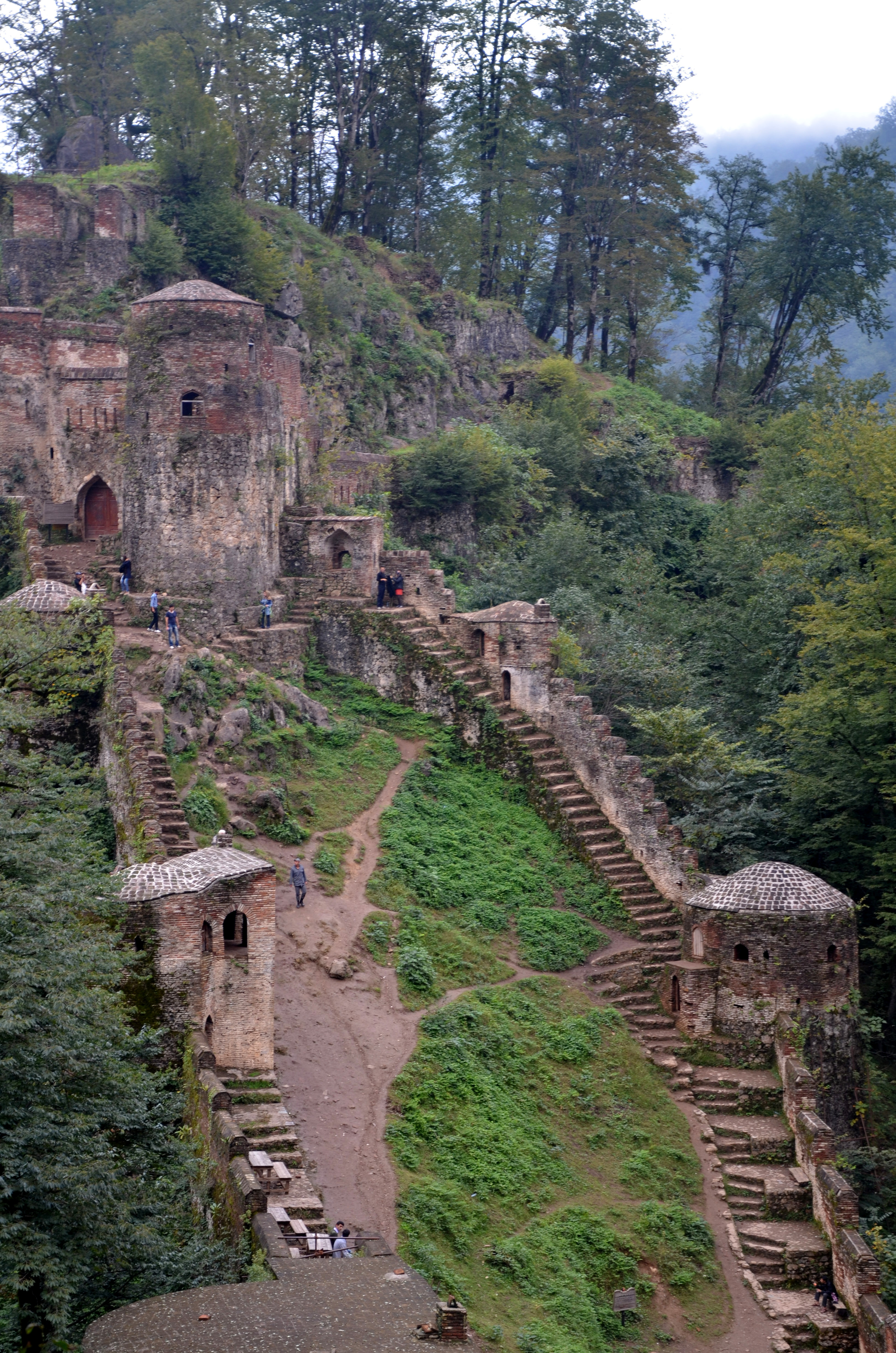
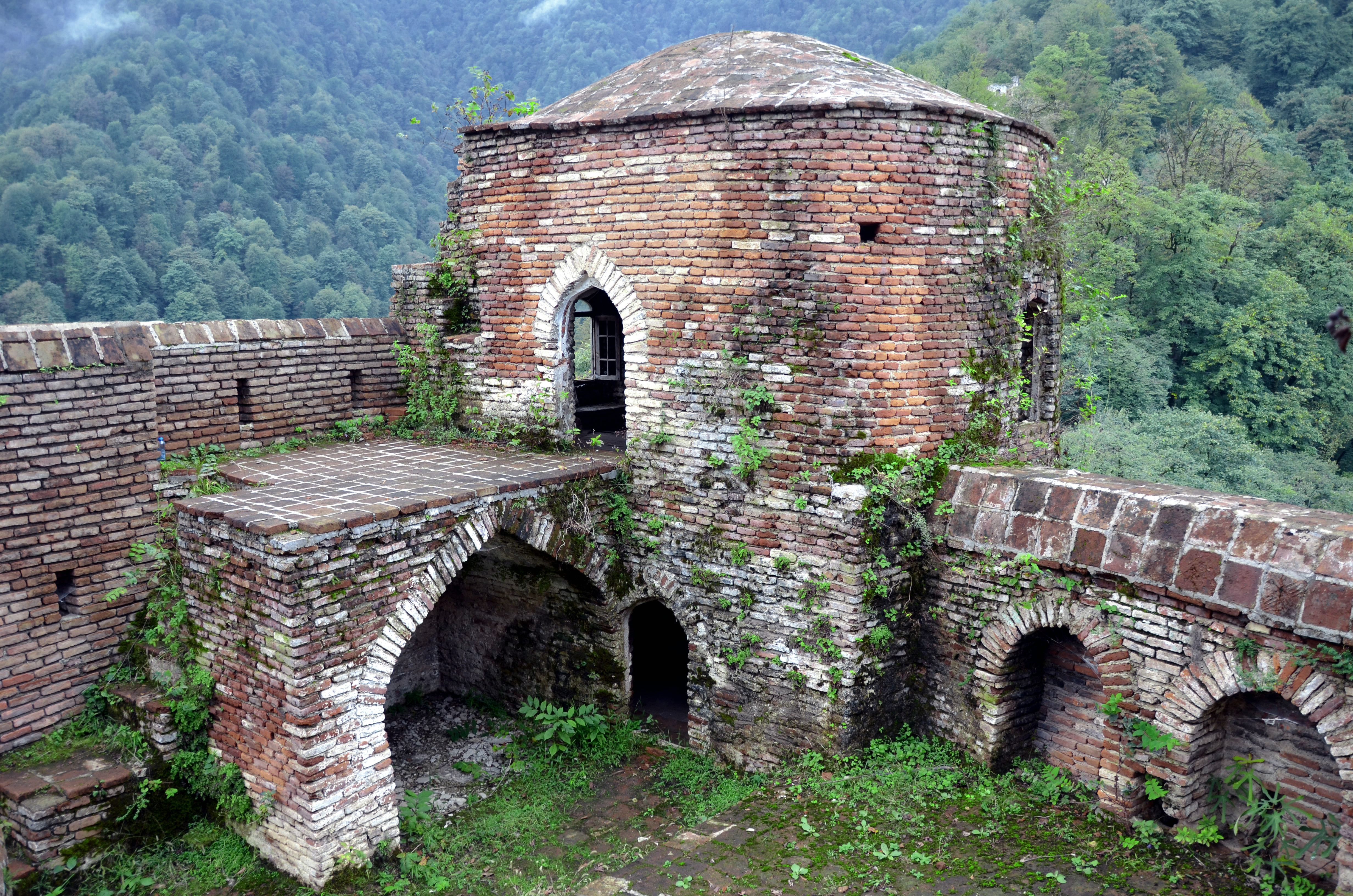
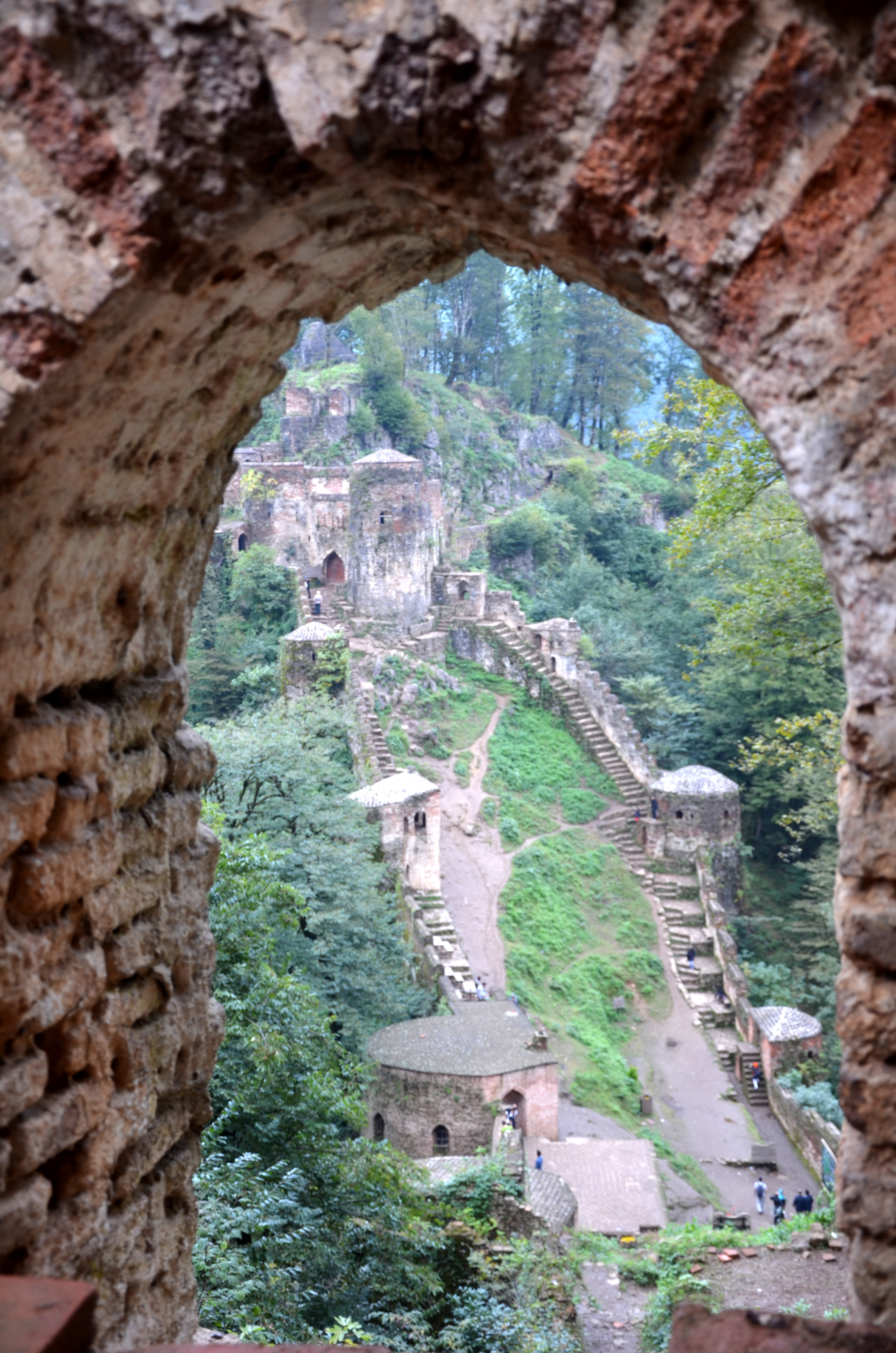
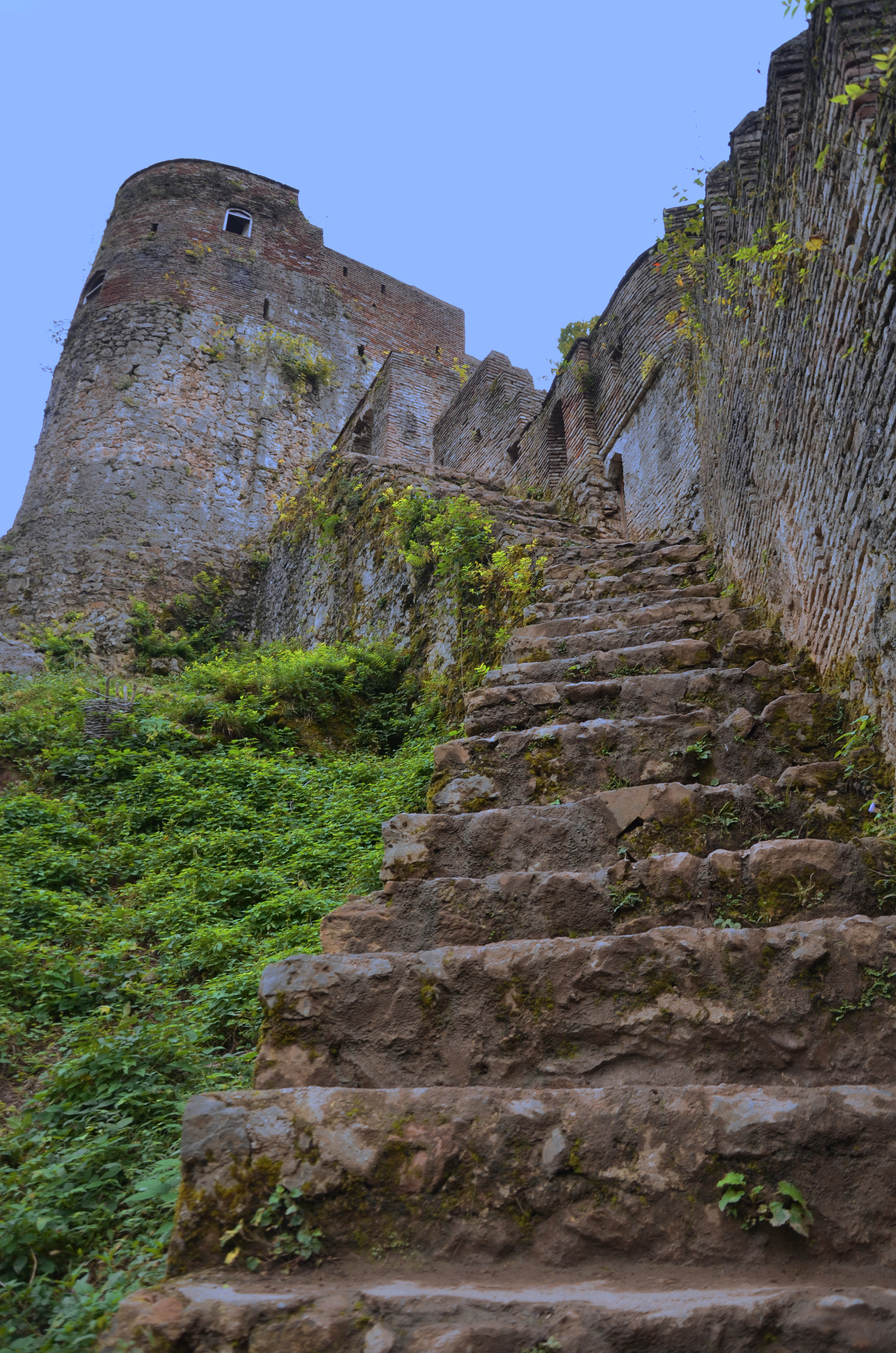
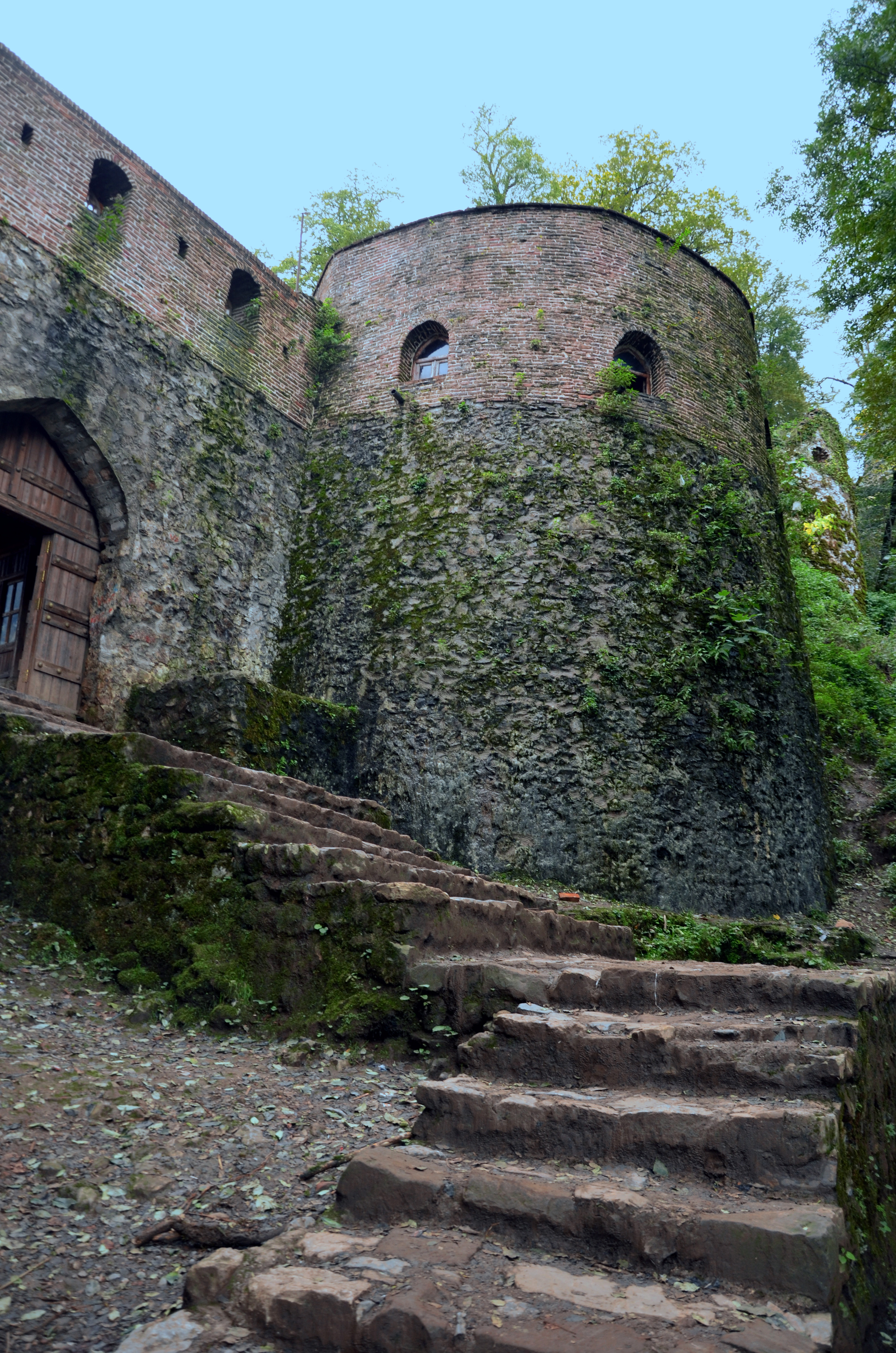
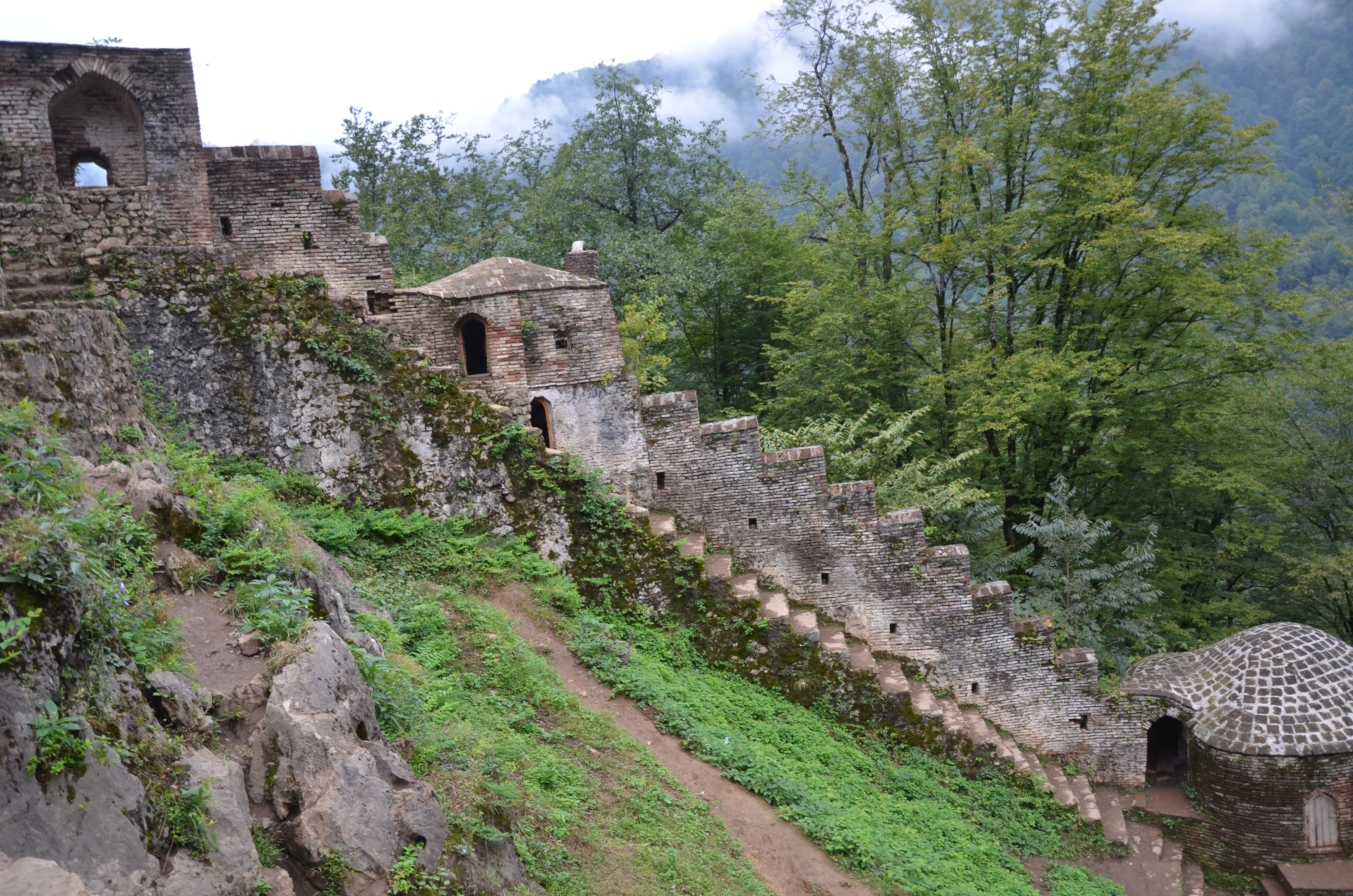
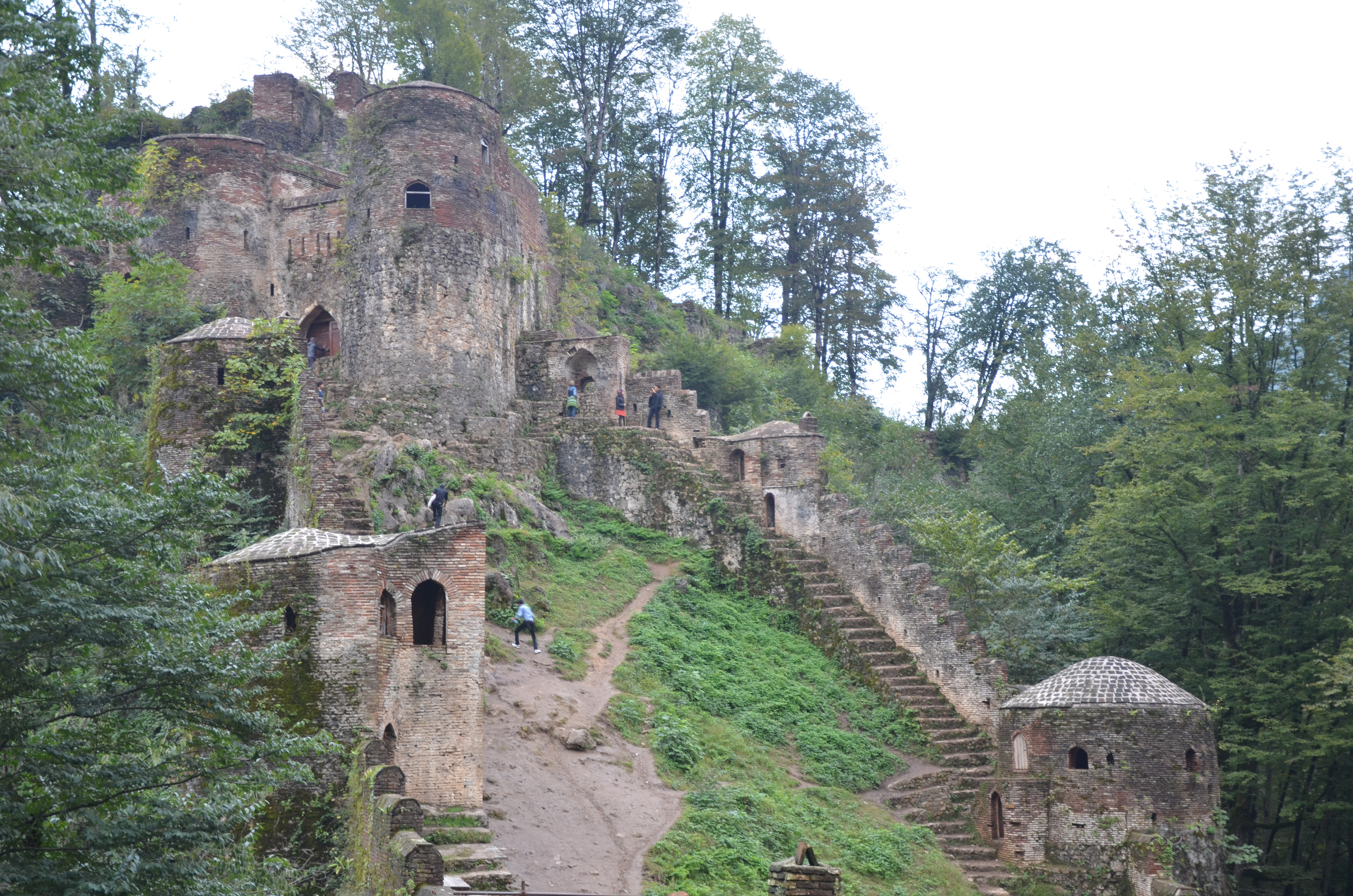
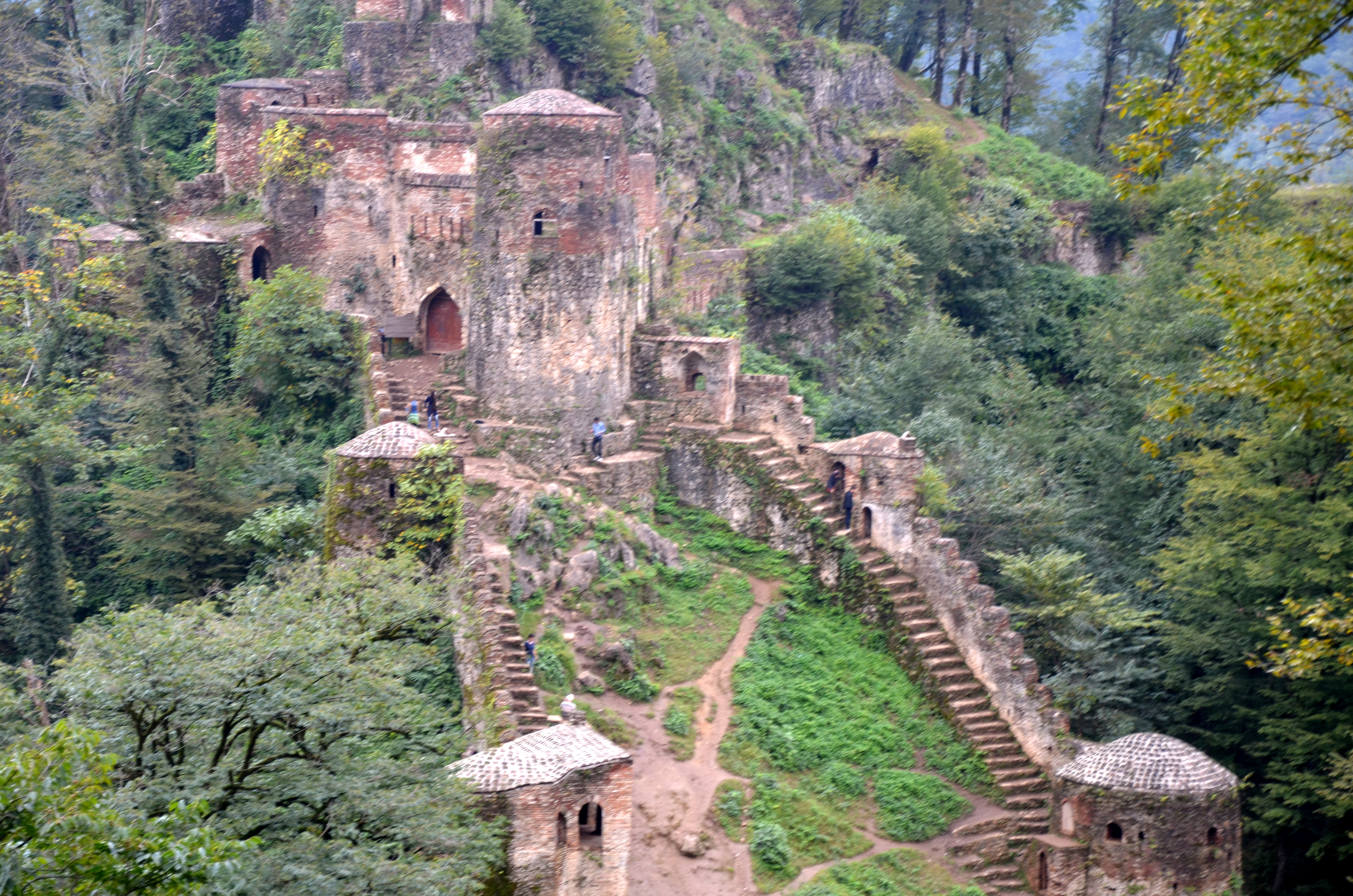
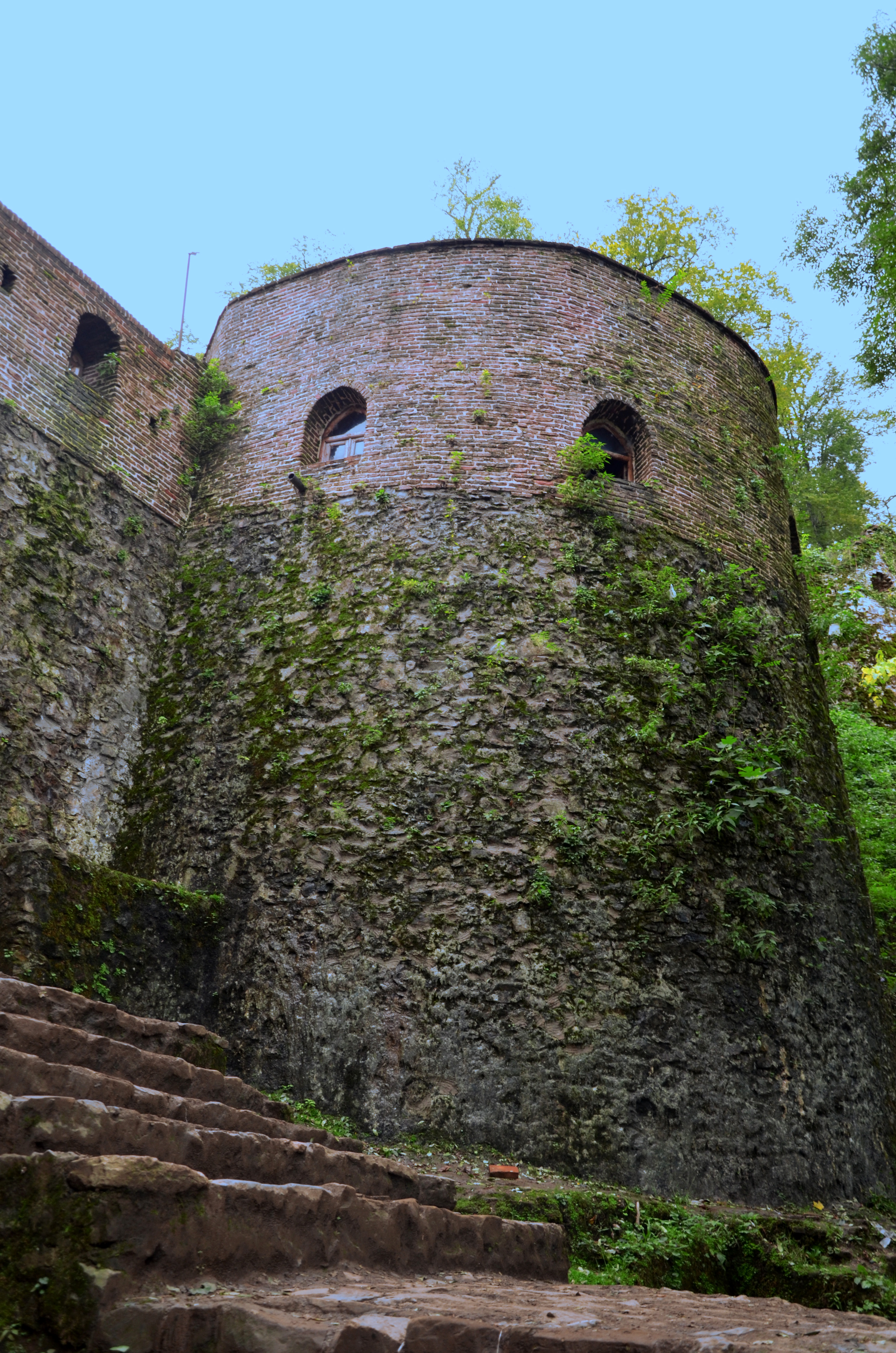
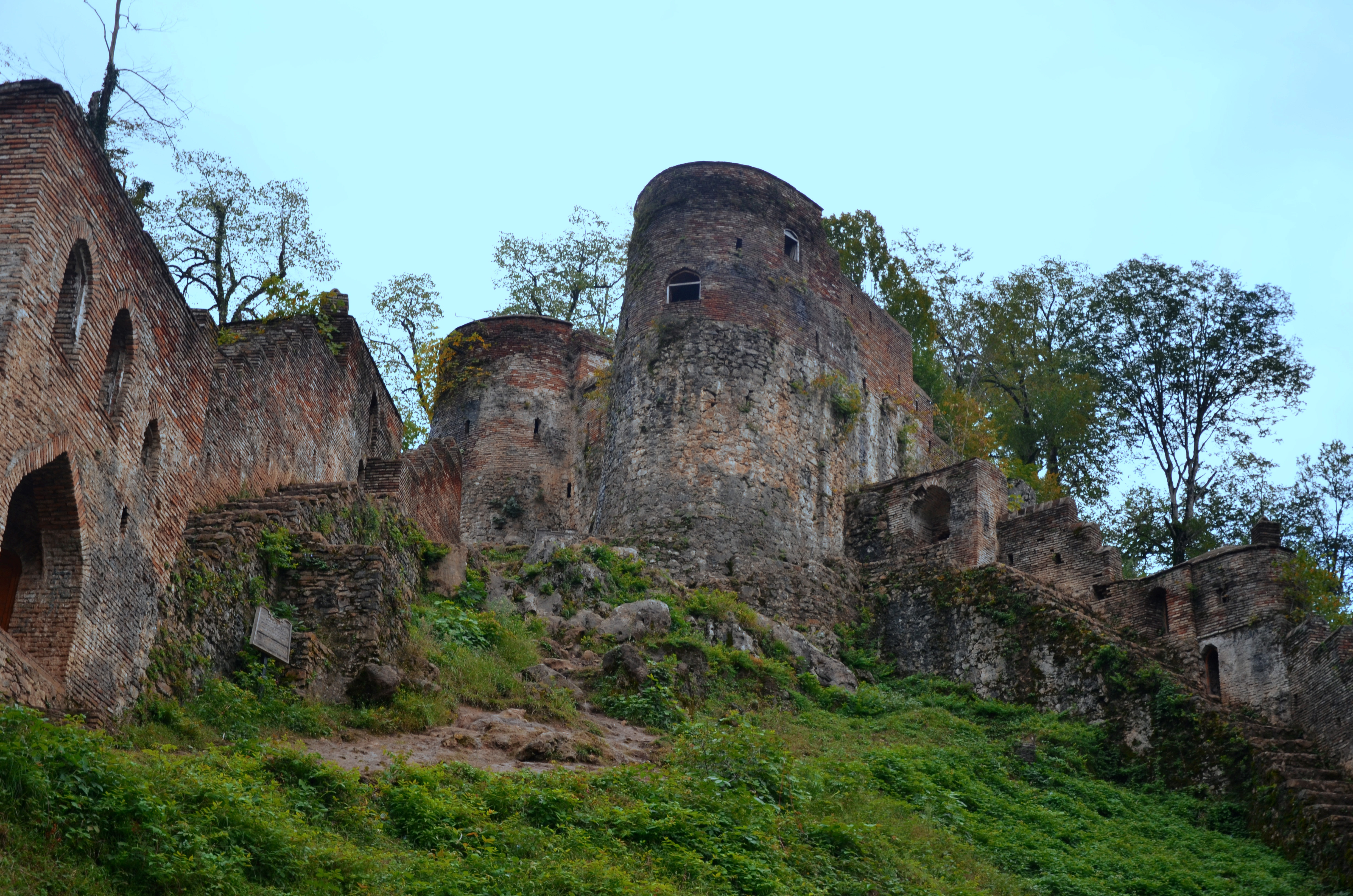
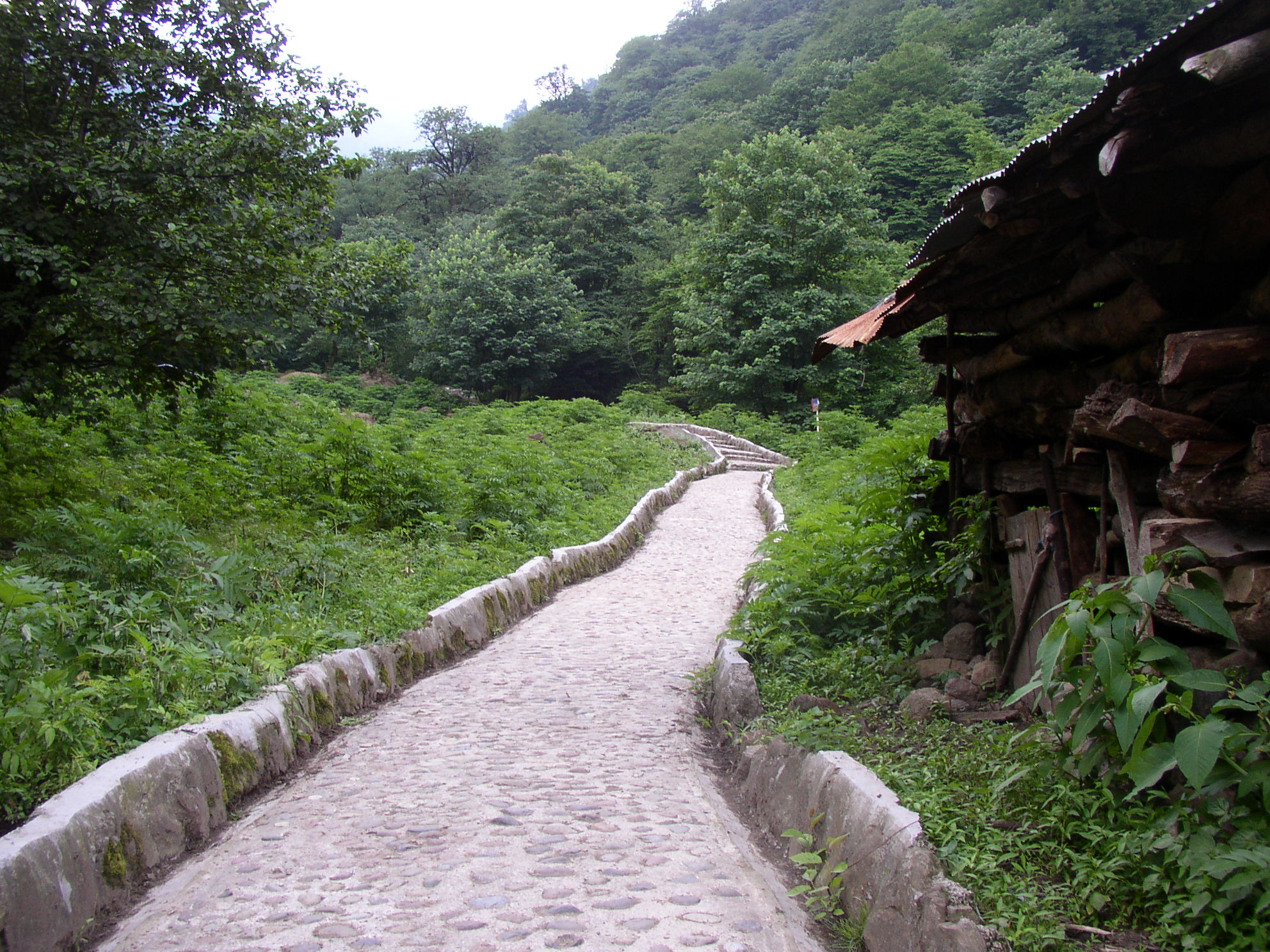
Парк фортеці Рудхан
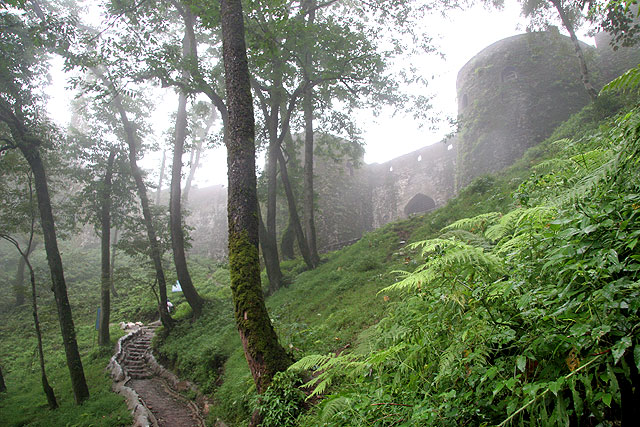
Головна дорога до фортеці Рудхан
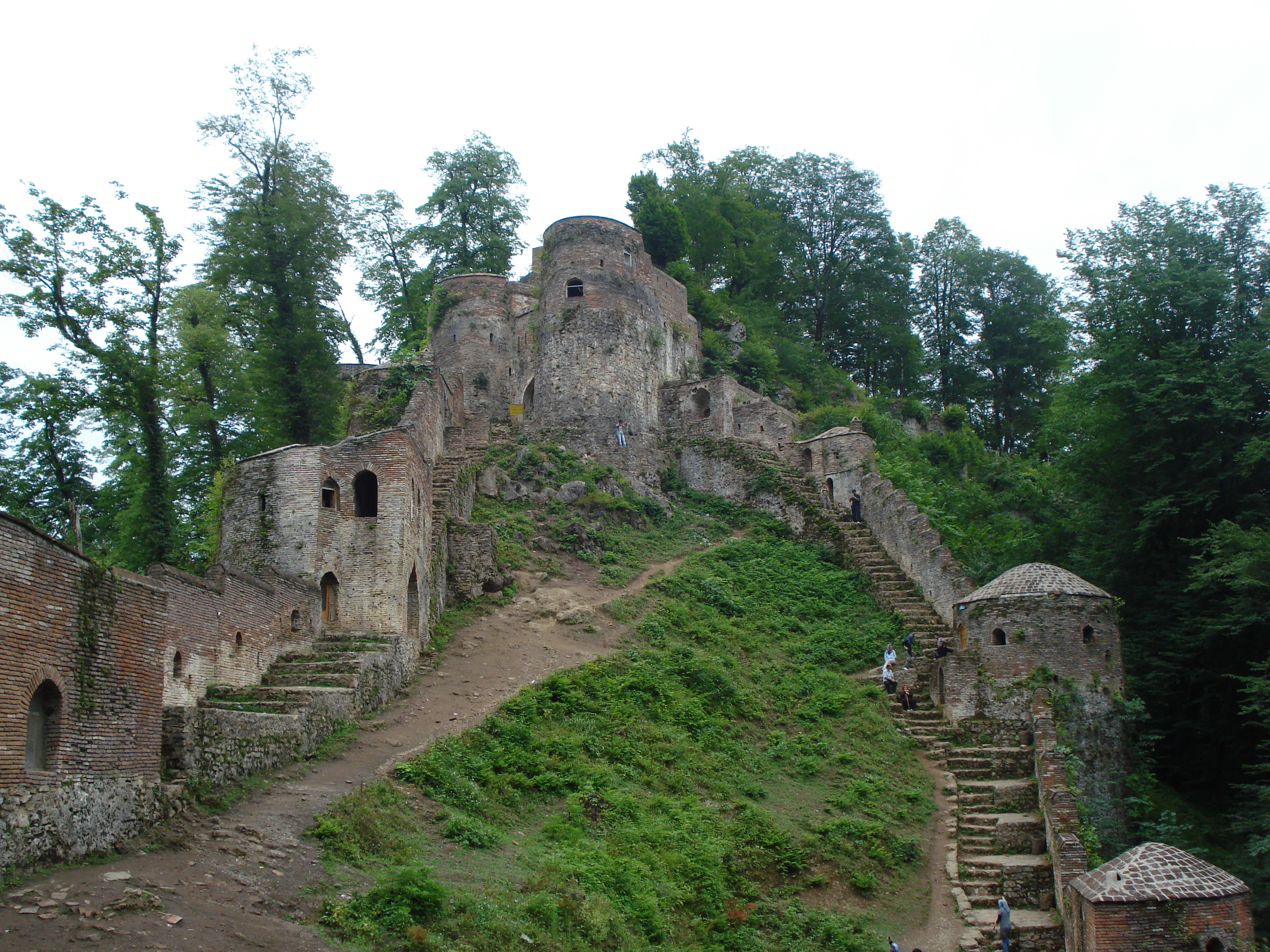
Повноцінний огляд фортеці Рудхан
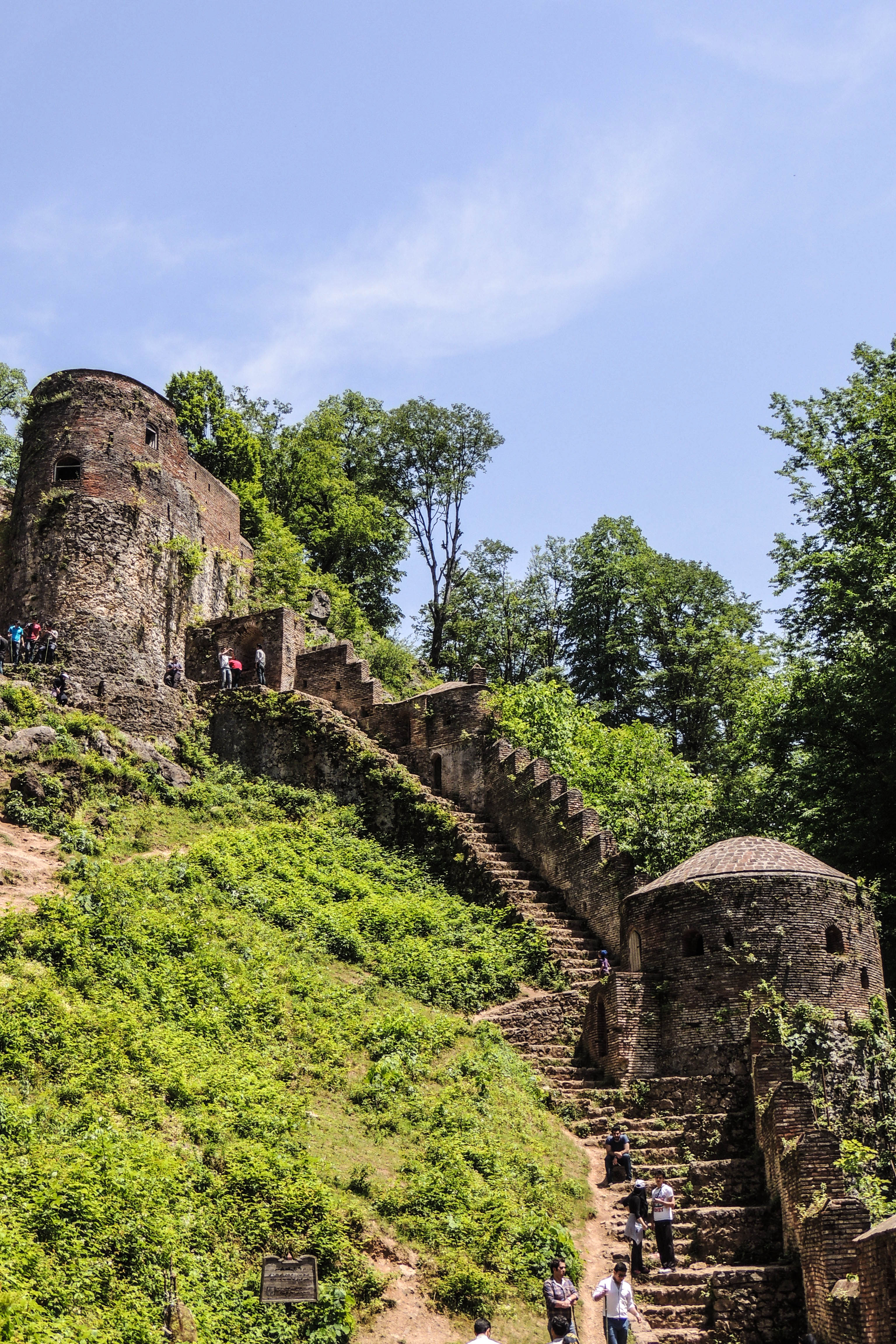
Вид фортеці Рудхан